# Hintsa FC
El Hintsa es un equipo de fútbol de Eritrea que juega en la Segunda División de Eritrea, la segunda liga de fútbol más importante del país.

## Historia
Fue fundado en la capital Asmara y es un equipo que ha ganado el título de la Primera División de Eritrea en 1 oportunidad.
A nivel internacional ha participado en 2 torneos continentales, en donde no avanzó de la ronda preliminar.
Descendió en la Temporada 2004-05 al ubicarse en la última posición entre 10 equipos, bajando a la Segunda División de Eritrea.

## Palmarés
- Primera División de Eritrea: 1

2001

## Participación en competiciones de la CAF
| Temporada | Torneo                      | Ronda      | Club         | Casa | Visita | Global |
| --------- | --------------------------- | ---------- | ------------ | ---- | ------ | ------ |
| 1999      | Recopa Africana             | Preliminar | Bata Bullets | 1-0  | 2-4    | 3-4    |
| 2002      | Liga de Campeones de la CAF | Preliminar | APR FC       | 1-0  | 0-4    | 1-4    |